# 埃爾米拉 (加利福尼亞州)
埃爾米拉（英語：Elmira）是位於美國加利福尼亞州索拉諾縣的一個人口普查指定地區。

## 地理
埃爾米拉的座標為38°21′00″N 121°54′29″W / 38.35000°N 121.90806°W，而該地最高點為海拔高度23米（即75英尺）。

## 人口
根據2010年美國人口普查的數據，埃爾米拉的面積為1.376平方千米，均為陸地。當地共有人口188人，而人口密度為每平方千米136人。